# Tommaso Padoa-Schioppa
Tommaso Padoa-Schioppa, OMRI (23 de julio de 1940 - 18 de diciembre de 2010) fue un banquero y economista italiano que fue Ministro de Economía y Finanzas de Italia desde mayo de 2006 hasta mayo de 2008. Está considerado como uno de los padres fundadores de la moneda única europea. Fue miembro del Comité Directivo del Grupo Bilderberg.